# Poelagus marjorita
Il coniglio centrafricano o coniglio ugandese o coniglio di Bunyoro (Poelagus marjorita St. Leger, 1929) è un mammifero lagomorfo della famiglia dei Leporidi, nell'ambito della quale rappresenta l'unica specie appartenente al genere Poelagus St. Leger, 1932.

## Distribuzione
La specie è diffusa in Africa Centrale, dall'Angola al Sudan meridionale.
Il suo habitat è rappresentato dalle aree pianeggianti erbose e cespugliose, con stagione secca e stagione delle piogge ben distinte.

## Descrizione

### Dimensioni
Misura fino a mezzo metro di lunghezza, per un peso medio di 2,5 kg.

### Aspetto
Il corpo è allungato e massiccio, con zampe ed orecchie relativamente corte (per fare un confronto, le orecchie misurano circa 6 cm, contro i 5 cm della coda).
Il pelo è grigio-brunastro sul dorso, con brizzolature nere sul quarto posteriore, mentre la gola ed il ventre sono di colore bianco candido.
La femmina presenta sacchi ghiandolari nei pressi del perineo che somigliano esteriormente ai testicoli del maschio, il quale possiede anch'esso tali ghiandole proprio dietro i testicoli: pertanto, quando il pene non è in erezione è quasi impossibile distinguere i due sessi.

## Biologia
Poco si conosce circa le abitudini di questa specie: di certo ha abitudini crepuscolari e notturne. I singoli esemplari delimitano territori con estensione variabile a seconda della disponibilità di cibo, ma che hanno superficie sempre inferiore a 20 m², che vengono difesi accanitamente, in special modo dai maschi.

D'altro canto, questi animali in caso di pericolo comunicano fra loro mostrando di scatto la superficie inferiore candida della coda, mentre non emettono mai vocalizzazioni.

### Alimentazione
Dalle abitudini erbivore, si nutre di erba, foglie e radici: inoltre, come gli altri Lagomorfi, il coniglio ugandese è solito reingerire parte delle proprie feci per ricavare dal proprio cibo la maggiore quantità di nutrimento disponibile.

### Riproduzione
Pare non esservi una stagione riproduttiva precisa in questi animali: l'accoppiamento è promiscuo, nel senso che ciascun maschio cerca di accoppiarsi col maggior numero possibile di femmine, pertanto ciascuna femmina ricettiva viene montata da più maschi. Pare che l'ovulazione sia indotta dal coito stesso.

Dopo l'accoppiamento, la femmina comincia a costruire un nido dove allevare la prole, ammucchiando pelo ed erbe secche nel folto della vegetazione od in cavità naturali del terreno. La gestazione dura circa 5 settimane, al termine delle quali vengono dati alla luce fino a 4 cuccioli, che a differenza dei cuccioli di lepre sono ciechi e nudi: essi diventano indipendenti non appena svezzati, ossia attorno al mese e mezzo d'età. Lo svezzamento induce la femmina a divenire nuovamente ricettiva.

La maturità sessuale viene raggiunta attorno ai tre mesi dalle femmine, mentre i maschi sono leggermente più tardivi e non maturano sessualmente prima dei tre mesi e mezzo di vita.
La speranza di vita in natura è di circa 4 anni, anche se vari esemplari vivono anche fino a 10 anni, mentre in cattività la specie stenta a sopravvivere per più di 8 anni.